# Mesaster albidiscata
Mesaster albidiscata là một loài bướm đêm trong họ Geometridae.